# Santa Izabel do Oeste
Santa Izabel do Oeste è un comune del Brasile nello Stato del Paraná, parte della mesoregione del Sudoeste Paranaense e della microregione di Capanema.